# Ökörszemposzáta
Az ökörszemposzáta (Cettia castaneocoronata) a verébalakúak (Passeriformes) rendjébe, ezen belül a Cettiidae családba és a Cettia nembe tartozó faj. 8-9 centiméter hosszú. Bhután, India, Kína, Laosz, Mianmar, Nepál, Thaiföld és Vietnám nedves erdőiben él. Kis gerinctelenekkel táplálkozik. Áprilistól júliusig költ.

## Alfajai
- C. c. castaneocoronata (E. Burton, 1836) – Himalája (észak-Indiától dél-Kínáig), északnyugat-Thaiföld, észak-Laosz;
- C. c. ripleyi (Deignan, 1951) – dél-Kína.
- C. c. abadiei (Delacour & Jabouille, 1930) – észak-Vietnám.

## Fordítás
- Ez a szócikk részben vagy egészben  a   Chestnut-headed tesia című angol Wikipédia-szócikk fordításán alapul.  Az eredeti cikk szerkesztőit annak laptörténete sorolja fel. Ez a jelzés csupán a megfogalmazás eredetét és a szerzői jogokat jelzi, nem szolgál a cikkben szereplő információk forrásmegjelöléseként.